# Булакты (Акмолинская область)
Булакты́ (каз. Бұлақты, бывшее Красногварде́йское) — село в Астраханском районе Акмолинской области Казахстана. Входит в состав Узункольского сельского округа. Код КАТО — 113657300.

## География
Село расположено возле озера Шункырколь, в западной части района, на расстоянии примерно 36 километров (по прямой) к юго-западу от административного центра района — села Астраханка ,в 12 километрах к юго-западу от административного центра сельского округа — села Узунколь.
Абсолютная высота — 295 метров над уровнем моря.
Ближайшие населённые пункты: село Узунколь — на севере.

## Население
В 1989 году население села составляло 771 человек (из них русские — 32 %, казахи — 28 %).
В 1999 году население села составляло 209 человек (99 мужчин и 110 женщин). По данным переписи 2009 года, в селе проживало 139 человек (72 мужчины и 67 женщин).
| Численность населения | Численность населения | Численность населения |
| 1989                  | 1999                  | 2009                  |
| --------------------- | --------------------- | --------------------- |
| 771                   | ↘209                  | ↘139                  |

## Улицы
- ул. Юрия Гагарина[5]